# تاندو ولافی
تاندو ولافی (انگلیسی: Tando Velaphi؛ زادهٔ ۱۷ آوریل ۱۹۸۷) بازیکن فوتبال اهل استرالیا است.
از باشگاه‌هایی که در آن بازی کرده‌است می‌توان به باشگاه فوتبال نیوکاسل یونایتد جتس، باشگاه فوتبال شونان بلمار، باشگاه فوتبال بریزبن رور، باشگاه فوتبال ملبورن ویکتوری، باشگاه فوتبال ملبورن سیتی، و باشگاه فوتبال پرث گلوری اشاره کرد.
وی همچنین در تیم‌های ملی فوتبال زیر ۲۰ سال استرالیا و زیر ۲۳ سال استرالیا بازی کرده‌است.